# ميثاء سالم الشامسي
ميثاء سالم الشامسي، سياسية إماراتية، تشغل منصب وزيرة دولة في حكومة دولة الإمارات العربية المتحدة. صنفتها مجلة فوربس الشرق الأوسط في المرتبة 13 على قائمة أقوى النساء العربيات في الشرق الأوسط.

## التعليم
حاصلة على درجة الدكتوراه في علم الإجتماع من جامعة عين شمس عام 1992، والماجستير في علم الإجتماع من جامعة الاسكندرية عام 1988، ودرجة البكالوريس في علم الإجتماع من جامعة الملك سعود في المملكة العربية السعودية عام 1980.

## مسيرتها المهنية
عملت في مجلس أمناء جامعة أبوظبي. وكانت عضو في اللجنة العلمية التابعة لليونسكو للبحث العلمي والتعليم في الدول العربية. عام 2003، منحت عام 2008، انضمت ميثاء إلى الحكومة الاتحادية لدولة الإمارات العربية المتحدة كوزيرة دولة. عام 2008، ساعدت في إنشاء فرع جامعة السوربون في أبوظبي. كانت رئيسة صندوق الزواج حتى شباط (فبراير) 2016. وهي أيضاً رئيسة مؤسسة التنمية الأسرية. ميثاء هي رئيسة الاتحاد النسائي العام في الإمارات العربية المتحدة. وهي أيضاً رئيسة المجلس الأعلى للأمومة والطفولة.

## مناصب تسلمتها
- رئيس جامعة زايد سابقا.

- رئيس مجلس إدارة صندوق الزواج
- مساعدة لنائب مدير جامعة الإمارات العربية المتحدة لشؤون البحث العلمي (سابقاً).
- مديرة لمركز البحوث والاستشارات الخارجية بجامعة الإمارات (سابقاً).
- رئيسة مجلس البحث العلمي بجامعة الإمارات (سابقاً)

## العمل الخيري
انتقدت ميثاء الفظائع التي ارتكبت ضد الروهينجا في ميانمار، وأعربت عن تقديرها للعمل الذي قامت به بنغلاديش لدعم اللاجئين. كما تعهّدت بتقديم سبعة ملايين دولار لدعم لاجئي الروهينجا في مؤتمر الأمم المتحدة الذي عقد في جنيف عام 2017a.

## كتب ومؤلفات
ألّفت عدداً من الكتب منها «الهجرة الوافدة إلى دول مجلس التعاون الخليجي: إشكاليات الواقع ورؤى المستقبل» و«أم الإمارات: فاطمة بنت مبارك.. مبادئ وإنجازات» و«مبادئ وإنجازات».

## جوائز
- جائزة الشيخ محمد بن راشد آل مكتوم للإدارة العربية عن "المرأة العربية الإدارية المتميزة في العالم العربي" (2002).[7]
- جائزة أفضل ألفي شخصية في القرن الحادي والعشرين، من المركز البيولوجي الدولي في كامبردج بالمملكة المتحدة (2002).[8]
- شهادة تقدير من المجلس الإداري القطري للدراسات المستقبلية (2000).[8]
- شهادة تقدير من جامعة الدول العربية (1999).[8]

## فعاليات ومناسبات

### منتدى الإمارات للابتكار
خلال مشاركتها في منتدى الإمارات للابتكار، تحدثت ميثاء عن أهمية الاستثمار في الأفكار الإبداعية وتطويرها، مشيرة إلى أن مؤسسة "تمكين" قد لعبت دوراً حيوياً في تمويل المشاريع ودعم المبادرات الناشئة التي سعت لتحقيق التنمية المستدامة.
استعرضت ميثاء المشاريع التي دعمتها المؤسسة وكيف ساهمت هذه المشاريع في تحقيق الأهداف الاستراتيجية للإمارات. ركزت أيضاً على أهمية التعاون بين القطاعين العام والخاص لتحفيز النمو الاقتصادي، واستعرضت النجاحات التي حققتها بعض المشاريع التي تلقتها المؤسسة، مبرزةً كيف أن دعم الابتكار قد قاد إلى تحقيق نتائج إيجابية ملموسة في المجتمع.

### الاحتفال بيوم المرأة الإماراتية
في الاحتفال الذي أقامته هيئة الهلال الأحمر الإماراتي بمناسبة يوم المرأة الإماراتية، أكدت معالي الدكتورة ميثاء سالم الشامسي، وزيرة دولة، أن سمو الشيخة فاطمة بنت مبارك، "أم الإمارات"، قد قدمت نموذجاً متفرداً في تعزيز القيم الإنسانية وتعزيز ثقافة التراحم والتكافل الاجتماعي. وأشارت إلى أن مبادرات سموها قد نقلت إلى العالم نهج الإمارات في استدامة العطاء وتمكين المجتمعات الأقل حظاً، مع التركيز على المشاريع التنموية طويلة المدى التي تسهم في تحسين جودة حياة المستهدفين بطرق مستدامة.
كما تطرقت معاليها إلى مشروعات صندوق الشيخة فاطمة للمرأة اللاجئة في دول أفريقية التي حققت أهداف الاستقرار وتنمية المجتمعات المضيفة. ودعت الموظفات والمتطوعات في الهلال الأحمر الإماراتي للاقتراب من فكر ورؤية سمو الشيخة فاطمة في مجالات العطاء الإنساني.
من جانبه، ثمن سعادة راشد مبارك المنصوري مبادرة سمو الشيخة فاطمة بتخصيص الثامن والعشرين من أغسطس للاحتفال بيوم المرأة الإماراتية، مؤكداً دور المرأة الإماراتية في مسيرة التنمية والتطور التي تشهدها الدولة. وأشاد بجهود المرأة الإماراتية في المجالات الإنسانية والتطوعية.

### احتفال «الهلال الأحمر» في أبوظبي
أكدت الدكتورة ميثاء سالم الشامسي، وزيرة دولة، أن سمو الشيخة فاطمة بنت مبارك، "أم الإمارات"، تعد نموذجاً مميزاً في تعزيز القيم الإنسانية وترسيخ ثقافة التراحم والتكافل الاجتماعي. أشارت إلى أن مبادرات سموها في المجال الإنساني قد عكست نهج الإمارات في استدامة العطاء وتمكين المجتمعات الأقل حظاً، وتركت بصمات مؤثرة على مسيرة الإمارات الإنسانية والتنموية.
جاءت تصريحات الشامسي خلال الاحتفال الذي أقامته هيئة الهلال الأحمر الإماراتي في أبوظبي بمناسبة يوم المرأة الإماراتية. وأكدت أن عمل سمو الشيخة فاطمة يرتكز على الاستدامة والتأثير المباشر في تحسين جودة حياة المستهدفين، مشيرة إلى مشاريع صندوق الشيخة فاطمة للمرأة اللاجئة في إفريقيا.
من جهته، ثمّن راشد مبارك المنصوري، الأمين العام لهيئة الهلال الأحمر، مبادرة سمو الشيخة فاطمة بتخصيص الثامن والعشرين من أغسطس للاحتفال بيوم المرأة الإماراتية، مشيداً بالدور الكبير الذي لعبته المرأة الإماراتية بفضل دعم قيادة الدولة الرشيدة وسمو "أم الإمارات".